# Гуин, Павел
Павел Мариа Йосеф Антонин, граф Гуин (чеш. Pavel Maria Josef Antonín, hrabě Huyn; 17 февраля 1868[…], Брно, Цислейтания — 1 октября 1946[…], Больцано) — 9-й епископ Брно (1904—1916), 30-й архиепископ Праги (1916—1919) и латинский патриарх Александрии в 1921—1946 годах.

## Ранняя биография
Павел Гуин родился в Брно в немецкоговорящей дворянской семье вероятно фламандского происхождения. Его отец Иоганн Карл, граф Гуин (1812—1889), был генералом австрийской армии. Выбрав церковную карьеру, Павел Гуин отправился изучать теологию в иезуитский колледж в Инсбруке, затем в Рим. Успешно защитил три докторские диссертации — в области философии (в 1889 году), в области теологии (в 1895 году) и по каноническому праву. 7 июня 1892 года в Инсбруке был рукоположён в священники и в 1898 году поступил на службу в диоцез Брно вначале в качестве замкового капеллана в Кршетине, затем в Просимнержице и наконец стал пастором прихода в Бегаржовице (Зноймо).

## Епископ Брно
В 1904 году епископ Брно Франтишек Салеский Бауэр стал архиепископом Оломоуца, а на его место 17 апреля 1904 года был назначен Павел Гуин. Его служение в качестве епископа Брно вызывало критику с национальной точки зрения: выдвигались обвинения, что новый епископ при назначении на церковные должности отдавал предпочтение немецким священникам, а своим советником назначил немецкого националиста Албана Шахлейтера. Негативному восприятию личности Гуина способствовал его крутой нрав и вероятно недостаточное знание чешского языка.

## Архиепископ Пражский
Павел Гуин был назначен архиепископом Праги 8 декабря 1916 года. В этой должности Гуин не сумел заручиться поддержкой чешской общественности, все его начинания встречали сильное сопротивление. Учреждение Чехословакии застало его во время визита в Хеб, откуда он уже не вернулся в Прагу. 19 ноября 1918 года он навсегда покинул Чехию. В сентябре 1919 года он был освобождён от должности пражского архиепископа.